# Félix Angosto y Gómez-Castrillón
Félix Angosto y Gómez-Castrillón (Aranjuez, España, 26 de junio de 1898-Marruecos español, 2 de septiembre de 1924) fue un soldado y capitán de la legión española que luchó en la guerra del Rif.

## Infancia y Educación
Nació el 26 de junio de 1898 en Aranjuez, España. Nació de Alejandro Angosto Palma, comandante de estado mayor, y Francisca Gómez-Castrillón y Fernández.

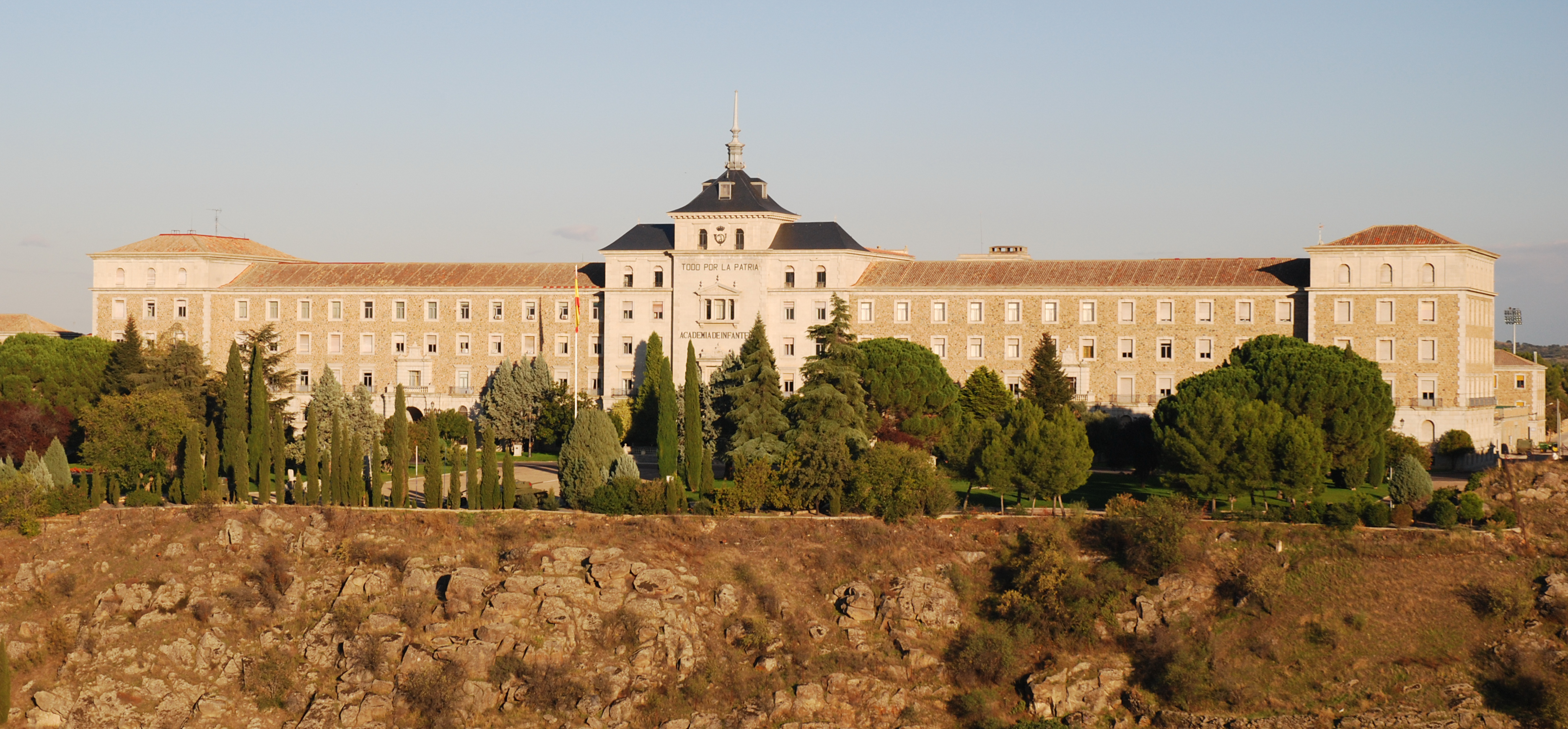
Academia de Infantería de Toledo

En 1913 obtuvo una plaza para estudiar en la academia de infantería de Toledo y después de tres años de estudios salió con el cargo de segundo teniente del Regimiento de Asia, cambiando al poco tiempo al Regimiento de Serrallo.

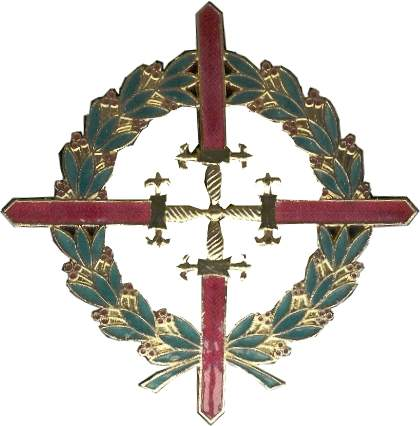
Cruz Laureada de San Fernando

## Vida Como Militar y Muerte

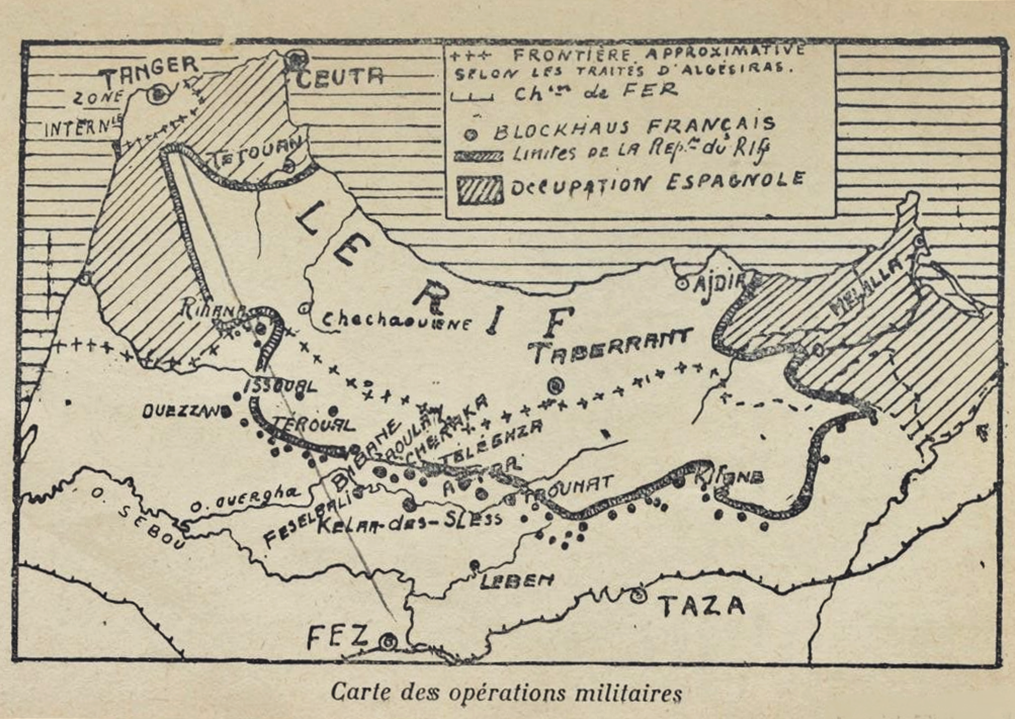
Mapa francés de la guerra del Rif

Una vez se unió a dicho regimiento marchó al Marruecos español, a luchar en la guerra del Rif. Regresó a España en 1919, volviendo a Marruecos tres años después.
En 1924 fue elegido capitán y fue destinado a la Legión Española, el 22 de agosto ingresó a una columna compuesta de tres compañías del Tercio y una del Grupo de Fuerzas Regulares Indígenas de Alhucemas. Se les había mandado ocupar el desfiladero del río Lau y asaltar Yebel Cobba (Bu Yedián).
Debido a los ataques enemigos a Yebel Cobba fue enviado con dos secciones, una de ametralladoras y la otra de morteros, para defender la posición. Tras ser rechazado dos veces el enemigo avanzó con tal fiereza que se vieron obligados a abandonar la posición, por ello, el Capitán Angosto avanzó en solitario a uno de los puestos que trataba de tomar el enemigo. Su ejemplo motivó al resto de los soldados los cuales le imitaron y se lanzaron a retomar las posiciones. Tras un reñido combate lograron recuperar los puestos evitando el fracaso de la operación de ese día.
Las bajas de ese día fueron de dieciséis muertos y cuarenta y seis heridos, y del grupo de once hombres que siguieron al capitán murieron tres y cuatro fueron heridos.
Se solicitó de inmediato que fuese condecorado con la Cruz Laureada de San Fernando. Nunca se le otorgó en vida, ya que moriría el 2 de septiembre de ese mismo año por un impacto de bala en la cabeza. La condecoración se le fue otorgada a título póstumo por Real Orden el 28 de febrero de 1927.